# Vincent Van Trier
Vincent Van Trier (Bornem, 29 oktober 1982) is een Belgisch voormalig profvoetballer die als doelman speelde. Hij kwam onder meer uit voor KV Mechelen, KVC Willebroek-Meerhof, Antwerp FC en FC Oss.
In de zomer van 2006 was hij proef bij Bristol City.
In het seizoen 2010/2011 speelde Van Trier speelde bij het Cypriotische Chalkanoras Idaliou. Voor aanvang van seizoen 2011/2012 ging Van Trier op proef bij Sparta Rotterdam. Begin 2013 sloot hij aan bij Merksem-Antwerpen Noord SC. In het seizoen 2013/14 kwam hij uit voor Rupel Boom FC. In 2020 nam Van Trier de discotheek Carré (discotheek) over.
| Club                          | Seizoen                       | Totaal aantal wedstrijden | Competitie- wedstrijden                         | Doelpunten                                      |                                                 |                                                 |
| ----------------------------- | ----------------------------- | ------------------------- | ----------------------------------------------- | ----------------------------------------------- | ----------------------------------------------- | ----------------------------------------------- |
| Sporting Lokeren              | 2000-01                       | 0                         | 0                                               | 0                                               | 0                                               | 0                                               |
| KSK Hoboken                   | 2001-02                       | 21                        | 21                                              | 0                                               | 0                                               | 0                                               |
| KSK Hoboken                   | 2002-03                       | 17                        | 17                                              | 0                                               | 0                                               | 0                                               |
| KVC Willebroek-Meerhof        | 2003-04                       | 25                        | 25                                              | 0                                               | 0                                               | 0                                               |
| KVC Willebroek-Meerhof        | 2004-05                       | 25                        | 25                                              | 0                                               | 0                                               | 0                                               |
| KV Mechelen                   | 2005-06                       | 12                        | 12                                              | 0                                               | 0                                               | 1                                               |
| KVC Willebroek-Meerhof        | 2006-07                       | 22                        | 22                                              | 0                                               | 0                                               | 0                                               |
| KVC Willebroek-Meerhof        | 2007-08                       | 21                        | 21                                              | 0                                               | 0                                               | 0                                               |
| Antwerp FC                    | 2008-09                       | 1                         | 1                                               | 0                                               | 0                                               | 0                                               |
| Antwerp FC                    | 2009-10                       | 24                        | 22                                              | 0                                               | 1                                               | 0                                               |
| Chalkanoras Idaliou           | 2010-11                       |                           |                                                 |                                                 |                                                 |                                                 |
| FC Oss                        | 2011-12                       | 13                        | 11                                              | 0                                               | 1                                               | 0                                               |
| Merksem-Antwerpen Noord SC    | 2012-13                       |                           |                                                 |                                                 |                                                 |                                                 |
| Rupel Boom FC                 | 2013-14                       | 5                         | 5                                               | 0                                               | 0                                               | 0                                               |
| Totaal*                       |                               | 186                       | 182                                             | 0                                               | 2                                               | 1                                               |
| Bijgewerkt tot einde carrière | Bijgewerkt tot einde carrière |                           | * = uitgezonderd wedstrijden 2010/11 en 2012/13 | * = uitgezonderd wedstrijden 2010/11 en 2012/13 | * = uitgezonderd wedstrijden 2010/11 en 2012/13 | * = uitgezonderd wedstrijden 2010/11 en 2012/13 |